# Mario Vargas Llosa
Mario Vargas Llosa, teljes neve Jorge Mario Pedro Vargas Llosa, Vargas Llosa őrgrófja (Arequipa, 1936. március 28. – Lima, 2025. április 13.) perui író, esszéista, újságíró, irodalomkritikus, akadémikus, 1996 óta a Spanyol Királyi Akadémia tagja. 2010-ben megkapta az irodalmi Nobel-díjat.

## Élete
Miután egyéves korában szülei elváltak, anyjával és anyai nagyszüleivel a bolíviai Cochabambába költöztek. Tízéves korában családja a perui fővárosban, Limában telepedett le. Középiskolai tanulmányait előbb egy limai katonaiskolában (Colegio Militar Leoncio Prado), majd egy piurai gimnáziumban végezte. Mindössze 16 éves volt, mikor első drámáját La huida del Inca címmel bemutatták.
1955-ben 19 évesen feleségül vette Julia Urquidit. 1955–1957 között irodalmat és jogot hallgatott a San Marcos Egyetemen. Tanulmányai mellett újságíróként dolgozott, és társszerkesztője volt a Literatura című irodalmi folyóiratnak. Egyetemi tanulmányait 1959-ben a spanyolországi Madridi Egyetemen fejezte be.
Első novelláskötete, a Los jefes (Vezetők) 1959-ben látott napvilágot. Mivel Peruban íróként szinte lehetetlen volt megélni, Vargas Llosa még ugyanebben az évben Franciaországba költözött. Párizsban spanyolt tanított, a France Presse és a francia rádió spanyol osztályának munkatársaként dolgozott.
Már első regénye, az 1962-ben megjelent, önéletrajzi ihletésű A város és a kutyák (La ciudad y los perros) meghozta számára a széles körű nemzetközi elismerést. A regény cselekménye a perui társadalom válságos világát szimbolizáló limai katonaiskolában játszódik, ahol az erőszak és megalázás módszereire nevelik a fiatalokat.
Vargas Llosa 1964-ben elvált első feleségétől, Juliától. Házasságuk történetét az 1977-ben megjelent Júlia néni és a tollnok (La tía Julia y el escribidor) című regényében dolgozta fel. A regényhez 1983-ban Julia Urquidi is megírta saját válaszát, mely Amit Varguitas nem mondott el (Lo que Varguitas no dijo) címen jelent meg. A kötet angolul My life with Mario Vargas Llosa (Életem Mario Vargas Llosával) címen jelent meg. Julia Urquidi 2010. március 10-én hunyt el.
1965-ben feleségül vette Patricia Llosát. Két fiuk és egy lányuk született. A következő évben jelent meg második regénye, A zöld palota (La casa verde). A fordulatos meseszövésű regényben Llosa átfogó képet fest a perui társadalomról, és rávilágít a fehérek és az indiánok világa között tátongó szakadékra. Az 1960-as évek végétől Llosa több amerikai és európai egyetemen tanított. 1967-ben Kölykök (Los cachorros) címen jelentette meg összegyűjtött novelláit.
1970-ben családjával Barcelonába költözött. Ebben az időben doktori disszertációján dolgozott, melynek témájául példaképét, Gabriel García Márquezt választotta. 1971-ben doktorált a Universidad Complutense de Madrid-on. Disszertációja könyv formájában is megjelent García Márquez: historia de un deicidio címmel. 1973-ban jelent meg a Pantaleón és a hölgyvendégek (Pantaleón y las visitadoras) című regénye, melyből 1976-ban saját maga rendezett filmet.
1975-ben Llosa visszatelepült Peruba. 1977-ben a Nemzetközi PEN Club elnökévé választották. 1980-ban Japánba utazott, ahol különböző egyetemeken tanított. Hivatalos teendői ellenére sem csökkent azonban alkotókedve, és a nyolcvanas években is sorban jelentek meg kitűnő regényei (Háború a világ végén, 1981; Mayta története, 1984; Ki ölte meg Palomino Molerót, 1986, A beszélő, 1987; Szeretem a mostohám, 1988).
Az 1990-es perui elnökválasztás első számú esélyesének számított, de vereséget szenvedett az alig ismert, japán származású Alberto Fujimoritól. Az elnökválasztásról szóló keserű visszaemlékezéseit 1993-ban jelentette meg Egy hal a vízben (El pez en el agua) címen.
1994-ben Vargas Llosa megkapta a spanyol állampolgárságot.
Újabb regényei közül 2000-ben látott napvilágot A kecske ünnepe (La fiesta del chivo), mely egy diktatúra hétköznapjairól fest borzongatóan eleven képet, majd három évvel később az Édenkert a sarkon túl (El Paraíso en la otra esquina).
2003-ban Vargas Llosa volt a Budapesti Nemzetközi Könyvfesztivál díszvendége és átvehette a Budapest Nagydíjat.
2010-ben adta ki A kelta álma (El sueno del celta) című regényét.
2010-ben elnyerte az irodalmi Nobel-díjat. Az indoklás szerint Vargas Llosa a "hatalmi berendezkedések feltérképezéséért és az egyén ellenállását, lázadását, alulmaradását bemutató erőteljes ábrázolásmódért" érdemelte ki a díjat, azonban ezt több ország is kritizálta, köztük Kuba és Venezuela. 2011-ben irodalmi munkássága elismeréseként I. János Károly spanyol király őrgrófi címet adományozott neki.
2018 júniusában a bal csípőjén zúzódásokkal és enyhe fejsérüléssel szállították kórházba, miután elesett otthonában.
„Mély fájdalommal jelentjük be, hogy édesapánk, Mario Vargas Llosa ma békésen elhunyt Limában, családja körében” – áll a család közleményében, amelyet az író fia, Álvaro Vargas Llosa osztott meg vasárnap (2025. április 13.) az X-en.

## Művei
- La ciudad y los perros
  - A város és a kutyák; fordította: Gulyás András; Európa, Budapest, 1971
- Conversación en la catedral
  - Négy óra a Catedralban. Regény; fordította: Gulyás András; Európa, Budapest, 1973
- La casa verde
  - A Zöld Palota. Regény; fordította:, bev. Benczik Vilmos; Magvető, Budapest, 1974 (Világkönyvtár)
- Los jefes
  - Kölykök. Elbeszélések; fordította: Benyhe János, Kesztyűs Erzsébet, Nagy Mátyás; Európa, Budapest, 1976 (Európa zsebkönyvek)
- Pantaleón y las visitadoras
  - Pantaleón és a hölgyvendégek; fordította: Huszágh Nándor; Magvető, Budapest, 1977 (Világkönyvtár)
- La tía Julia y el escribidor
  - Julia néni és a tollnok. Regény; fordította: Huszágh Nándor; Európa, Budapest, 1983
- Quién mató a Palomino Molero?
  - Ki ölte meg Palomino Molerót? Regény; fordította: Csuday Csaba; Európa, Budapest, 1989
- Elogio de la madrastra
  - Szeretem a mostohámat; fordította: Csuday Csaba; Európa, Budapest, 1990 (Bibliotheca erotica)
- El hablador
  - A beszélő; fordította: Pál Ferenc; Magvető, Budapest, 1993 (Világkönyvtár)
- La guerra del fin del mundo
  - Háború a világ végén; fordította: Latorre Ágnes; Etűd, Budapest, 1996
- Lituma en los Andes
  - Halál az Andokban; fordította: Tomcsányi Zsuzsanna; Európa, Budapest, 1996
- Historia de Mayta
  - Mayta története; fordította: Tomcsányi Zsuzsa; Európa, Budapest, 1997
- Los cuadernos de don Rigoberto
  - Don Rigoberto feljegyzései; fordította: Szilágyi Mihály; Európa, Budapest, 1998
- Cartas a un joven novelista
  - Levelek egy ifjú regényíróhoz; fordította: Benyhe János; Európa, Budapest, 1999
- La fiesta del chivo
  - A kecske ünnepe; fordította: Tomcsányi Zsuzsanna; Európa, Budapest, 2001
  - A kecske ünnepe; fordította: Tomcsányi Zsuzsanna; Helikon, Budapest, 2023
- El Paraíso en la otra esquina
  - Édenkert a sarkon túl; fordította: Tomcsányi Zsuzsanna; Európa, Budapest, 2003
- La tentación de lo imposible
  - A lehetetlen kísértése. Victor Hugo és A nyomorultak (); fordította: Benyhe János; Európa, Budapest, 2006
- Israel/Palestina. Paz o guerra santa
  - Izrael, Palesztina. Béke vagy szent háború; fotó Morgana Vargas Llosa, fordította: Benyhe János; Európa, Budapest, 2007
- Travesuras de la niña mala
  - A rossz kislány csínytevései; fordította: Szőnyi Ferenc; Európa, Budapest, 2007
- El viaje a la ficción. El mundo de Juan Carlos Onetti
  - Utazás a fikció birodalmába. Juan Carlos Onetti világa; fordította: Scholz László; Európa, Budapest, 2010
- El sueño del celta
  - A kelta álma; fordította: Tomcsányi Zsuzsanna; Európa, Budapest, 2011
- La civilización del espectáculo
  - A látványcivilizáció; fordította: Scholz László; Európa, Budapest, 2014[12]
- El héroe discreto
  - A diszkrét hős (); fordította: Szőnyi Ferenc; Európa, Budapest, 2015
- Cinco esquinas
  - Öt sarok; fordította: Szőnyi Ferenc; Európa, Budapest, 2017
- Tiempos recios
  - Vad idők; fordította: Eőry Zsófia; Helikon, Budapest, 2021
- El barco de los niños
  - A gyerekek hajója; fordította: M. Nagy Miklós; Kolibri, Budapest, 2024

## Jelentősebb díjai
- Cervantes-díj (1994)
- Jeruzsálem-díj (1995)
- Irodalmi Nobel-díj (2010)